# Tiq Milan
Tiq Milan (né le 14 juillet à Buffalo, à New York) est auteur, orateur, militant, et consultant en stratégie médiatique. 
Il est actuellement porte-parole national du GLAAD et est l'ancien stratège des médias des nouvelles nationales du GLAAD. Avant ses fonctions actuelles, il a été mentor et professeur à la Hetrick-Martin Institute, une organisation à but non lucratif pour les jeunes LGBT à New York. Son plaidoyer, son militantisme LGBT, et son activité de journaliste ont été reconnus au niveau national,,,,,.

## Formation des médias et plaidoyer
À travers son travail au GLAAD, Milan a formé la défense nationale transgenre comme CeCe McDonald, Geena Rocero, et les participants de « Laverne Cox Presents: The T-Word de MTV » pour développer le message et les meilleures pratiques d'élaboration de leurs histoires afin de maximiser l'impact,. Il a également élaboré des stratégies médiatiques pour parler de façon plus juste et précise des personnes transgenres,.
Il est porte-parole national pour discuter des dernières actualités concernant les droits des transgenres, et a été présenté au CNN's Reliable Resouces, The Katie Couric Show, MSNBC's Ronan Farrow Daily, Steven Petrow's, « Civilities », MTV News, NewsNation with Tamron Hall, Out There with Thomas Roberts, et il est contributeur régulier au HuffPost Live,.
Milan et sa femme, Kim Katrin Milan, ont été mis en vedette dans Out's LOVE Issue.

## Écriture, film, et TV
Milan a écrit pour Ebony, Black Entertainment Television,, PolicyMic, et The New York Times,. 
Il contribue à l'anthologie Trans Bodies, Trans Selves et il est l'ancien rédacteur en chef de IKONS Magazine, un magazine sur la pop culture LGBT.
Milan a documenté sa transition dans le documentaire nommé aux GLAAD-Award, U People and Realness. Il est apparu dans des vidéos sur Upworthy, et pour LGBTQ Funders Men and Boys of Color Initiative. Il a été mis en vedette dans la série de télé-réalité de MTV I'm From Rolling Stone, où il a eu un rôle de rédacteur au Rolling Stone.

## Projets et campagnes
Milan a été présenté dans la campagne médiatique nationale, Live Out Loud's Homecoming Project. La campagne a envoyé avec succès les personnes LGBT dans les écoles secondaires de la ville pour partager les connaissances, les expériences et les leçons apprises. Il est un GLAAD Spirit Day Ambassador, encourageant des millions de personnes à « aller de l'avant » comme un signe de soutien pour les jeunes LGBT ainsi que parler contre l'intimidation,. Lui et sa femme ont été invités à MTV, pour parler de la campagne "Look Different"
Tiq, Wade A. Davis, et Darnell L. Moore ont co-organisé la campagne This Is Luv pour élever le Black LGBTQ Affirming Love et combattre les stéréotypes associés à la communauté Noire qui serait plus homophobe que les autres communautés.

## Travail pour les jeunes LGBT
Il a été impliqué dans le travail des jeunes LGBT à New York dans la dernière décennie. Au sein de la Hetrick-Martin Institute, il a dirigé le programme CDC, Comprehensive Risk Counseling and Service, une campagne de prévention du VIH pour créer des relations saines autour de la sexualité pour les personnes sans-abri, les personnes gays ayant été jetées à la rue et les jeunes transgenres. 
Il a créé des ateliers autour de l'estime de soi, de l'intersectionnalité, et de la positivité du sexe pour aider les jeunes dans leur développement et leur prise de conscience. Il a été formateur concernant les questions LGBT dans les écoles secondaires de New York, et conférencier invité dans le cadre du programme MSW du Lehman College pour discuter de genre et de sexualité avec les travailleurs sociaux diplômés.

## Prix et récompenses
- Black LGBT leader et pionnier sur Ebony.com[44] et BET.com[45]
- Son travail pour améliorer la vie des personnes trans a été reconnu par le Trans 100 List[46].
- Prix Audre Lorde Founders de The Hispanic Black Gay Coalition, Boston[47],[48].
- Monica Roberts Black Trans Advocacy Award, présenté à la Black Trans Advocacy Conference[49],[50]

## Affiliations professionnelles et service public
Milan est le co-président du Groupe de travail LGBT du National Association of Black Journalists, membre du Comité consultatif de l'organisation de défense des droits, Gender Proud, participe à la programmation de Sous-Comité à l'Hetrick-Martin Institute, et membre du conseil consultatif pour les documentaires à venir du Deep Run et de What I'm Made Of.